# هجوم سيارة فانكوفر 2025
في 26 أبريل/نيسان 2025، وقع هجوم دهس بسيارة في مهرجان يوم لابو لابو، وهو مناسبة عامة تُكرّم التراث الفلبيني في فانكوفر، كولومبيا البريطانية، كندا ما أسفر عن مقتل تسعة أشخاص وجُرح آخرون.

## الخلفية
يوم لابو لابو هو احتفال فلبيني سمي على اسم لابو لابو، وهو زعيم جزيرة ماكتان حارب الاستعمار الإسباني. اعترفت كولومبيا البريطانية رسميًا بالحدث في عام 2023، وأُقيم مهرجان سنوي للكنديين الفلبينيين -الذين يتمتعون بحضور قوي في فانكوفر - في المدينة منذ الاعتراف باليوم في كولومبيا البريطانية. كان هناك ألف شخص في المنطقة وقت الهجوم، وفقًا لصحيفة فانكوفر صن. ووفقًا لعضوين في مجلس مدينة فانكوفر، لم يتم تطويق المكان بواسطة شاحنات قلابة للمدينة على عكس مهرجانات المدينة السابقة. وقع الهجوم قبل يومين من الانتخابات الفيدرالية الكندية لعام 2025.

## الهجوم
في حوالي الساعة 8:14 مساءً بتوقيت المحيط الهادئ ، قاد رجل سيارة أودي سوداء  رياضية متعددة الاستخدامات إلى حفل Lapu-Lapu Day Block Party الذي أقيم في East 41st Avenue و Fraser Street. جاء الهجوم بعد أداء لمغني الراب والمغني apl.de.ap من فرقة Black Eyed Peas قبل انتهاء الحدث.
قُتل ما لا يقل عن تسعة أشخاص، من بينهم طفل، وأصيب ستة أشخاص، وفقًا لما ذكرته جلوبال نيوز. استقبل مستشفى فانكوفر العام العديد من الضحايا وأعلن مستشفيان حالة الطوارئ البرتقالية.

## المنفذ
تم القبض على السائق، وهو رجل يبلغ من العمر 30 عامًا ومعروف لدى الشرطة قبل الحادث، من قبل المارة بعد محاولته الفرار من مكان الحادث وتم احتجازه من قبل الشرطة.

## ردود الفعل
قدم العديد من الشخصيات السياسية المحلية والوطنية تعازيهم، بما في ذلك رئيس الوزراء المؤقت مارك كارني، وزعيم حزب المحافظين الفيدرالي بيير بواليفير وزعيم الحزب الديمقراطي الجديد جاجميت سينج -الذي حضر المهرجان في وقت سابق من اليوم رئيس وزراء كولومبيا البريطانية ديفيد إيبي وكذلك عمدة فانكوفر كين سيم،
أعربت القنصلية العامة الفلبينية في فانكوفر عن "قلقها العميق وتعاطفها مع الضحايا".